# Pierre-Yves Asselin
Pierre-Yves Asselin (* 6. Oktober 1950 in Montreal) ist ein kanadischer Organist und Musikpädagoge.

## Biografie
Pierre-Yves Asselin erhielt seine erste musikalische Ausbildung von seinem Vater, der Cellist und Chorleiter war. Im Alter von acht Jahren wurde er Mitglied der Petits Chanteurs du Mont-Royal. Von 1963 bis 1965 hatte er Klavierunterricht bei Hilda Metcalfe, danach studierte er bis 1972 Musiktheorie, Orgel und Improvisation bei Raymond Daveluy. Sein Interesse für den Orgelbau führte zur Zusammenarbeit mit den Orgelbauern Karl Wilhelm und Hellmuth Wolff. Von 1972 bis 1975 studierte er an der McGill University bei John Grew und erwarb den Bachelor-Abschluss.
Von 1965 bis 1975 war Asselin Organist am Oratoire Saint-Joseph, von 1968 bis 1975 dort auch für die Wartung der Orgeln verantwortlich. Außerdem wirkte er als Organist an der Kirche Saint-Pascal-Baylon (1968 bis 1969) und der Westmount Park United Church (1973 bis 1974). Er unterrichtete von 1974 bis 1975 Kontrapunkt an der Université du Québec. Als Stipendiat des Canada Council ging er 1975 nach Paris. Dort war er Orgelschüler von Marie-Claire Alain und studierte Orgel- und Cembalobau am Laboratoire d’acoustique der Universität von Paris, wo er 1983 promovierte.
Er wirkte als Organist an den Kirchen St-Germain-des-Prés und St-Germain-en-Laye und unterrichtete von 1978 bis 1991 am Pariser Konservatorium und 1983 bis 1991 am Konservatorium von Lyon. 1978 spielte er die Messe propre pour les couvents  von François Couperin ein, 1985 veröffentlichte er eine Aufnahme mit einer eigenen Transkription von Mussorgskis Bildern einer Ausstellung und der Toccata aus Widors fünfter Orgelsinfonie.
Asselin profilierte sich als Experte für die Stimmung und Temperierung von Orgeln und Cembalos und veröffentlichte 1985 in Paris das Buch Musique et tempérament. Während eines Sabbaticals arbeitete er 1991 an Syncordia, einem computergestützten Programm zur Gehörbildung, und an Orgue 2000, einem Projekt zur Integration eines elektronischen Systems in eine traditionelle Orgel. 1992 gründete er Syncordia International Inc, ein Unternehmen zur Entwicklung des traditionellen Pfeifenorgelbaus.